# Entre duendes (álbum)
Entre duendes es un álbum de Agni Mogollón. Colaboran en éste álbum Melissa y Guillermo Dávila cantando junto a Agni Mogollón el tema de “Cabalgando el arcoiris”, canción que cierra el álbum.

## Datos del álbum
Álbum grabado en los estudios Anidesonido en Caracas en 1990, dirigido por Álvaro Falcón y coproducido entre él y Agni Mogollon para Rodven Discos.
Su contenido conceptual está lleno de blues, soul, rithm & blues, country y rock clásico
Fue grabado con instrumentos reales (acústicos) en su totalidad dándole una sonoridad pura y muy poca electrónica lo que para su momento fue una aventura peligrosa.
Estaban de moda las sonoridades electrónicas, quizás por esa razón su contenido por demás de excelente factura no se difundió como debió serlo.
La banda que tocó las grabaciones es la legendaria banda Casablanca en su totalidad, en los coros está presente Biella da Costa, excelsa intérprete del blues y el jazz y en el tema "Cabalgando el arco iris" participan como invitados los cantantes Guillermo Dávila y Melissa.
El estudio Anidesonido fue también el lugar del álbum de la banda Casablanca y donde Álvaro Falcón realizó varios trabajos de producción de Franco de Vita.

## Temas
Lado A:
1. “Para andar con mujeres”.
2. “Tal para cual”.
3. “Por un minuto de amor”.
4. “Por qué volverlo a matar”.
5. “En cada surco de tu cuerpo”.

Lado B
1. “Ahí les queda eso”.
2. “No hace falta que”.
3. “Ana me duele”.
4. “Tan sólo un blues”.
5. “Cabalgando el arcoiris” (letra: Agni Mogollón / música: Álvaro Falcón) cantan: Agni Mogollón, Melissa y Guillermo Dávila.

## Sencillos
- Por un minuto de amor;
- En cada surco de tu cuerpo;
- No hace falta que;
- Cabalgando el arcoíris.

- Datos: Q5834373